# قائمة البعثات الدبلوماسية في رومانيا

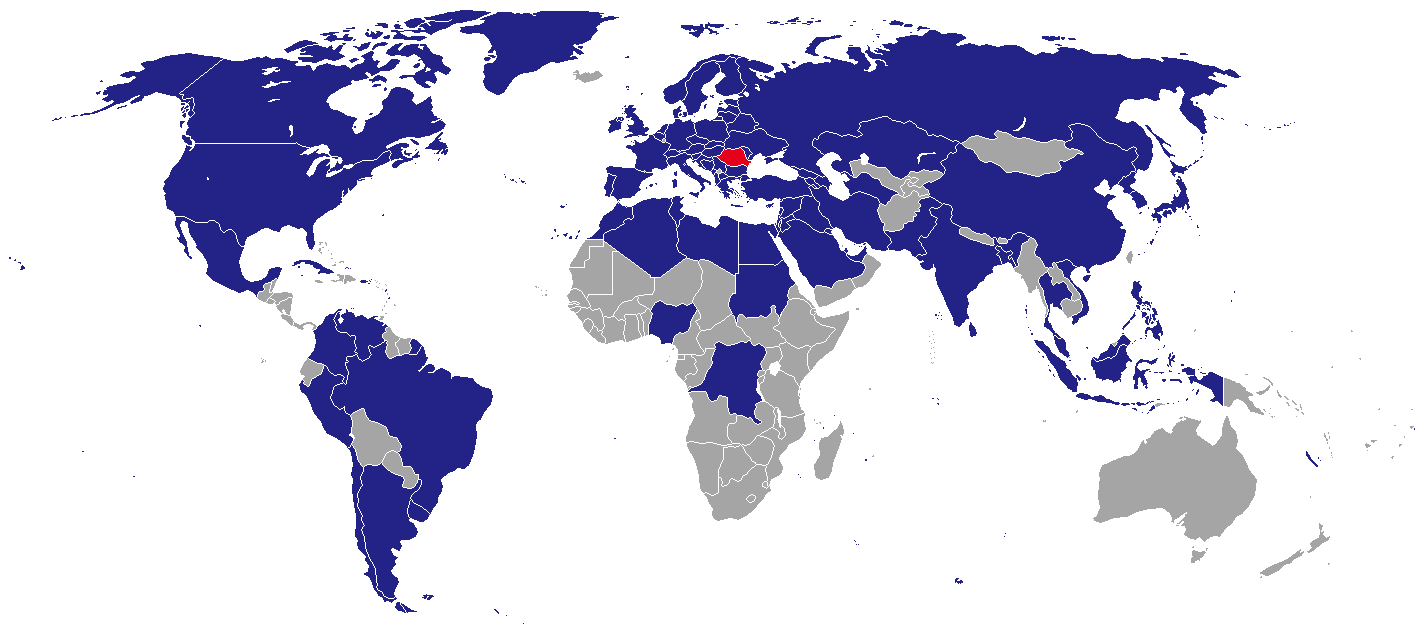
بلدان لديها بعثات دبلوماسية إلى رومانيا

تعرض هذه الصفحة قائمة بأسماء الدول التي توجد لديها بعثات دبلوماسية إلى رومانيا. حاليا، توجد في العاصمة بوخارست 82 سفارة.

## سفارات

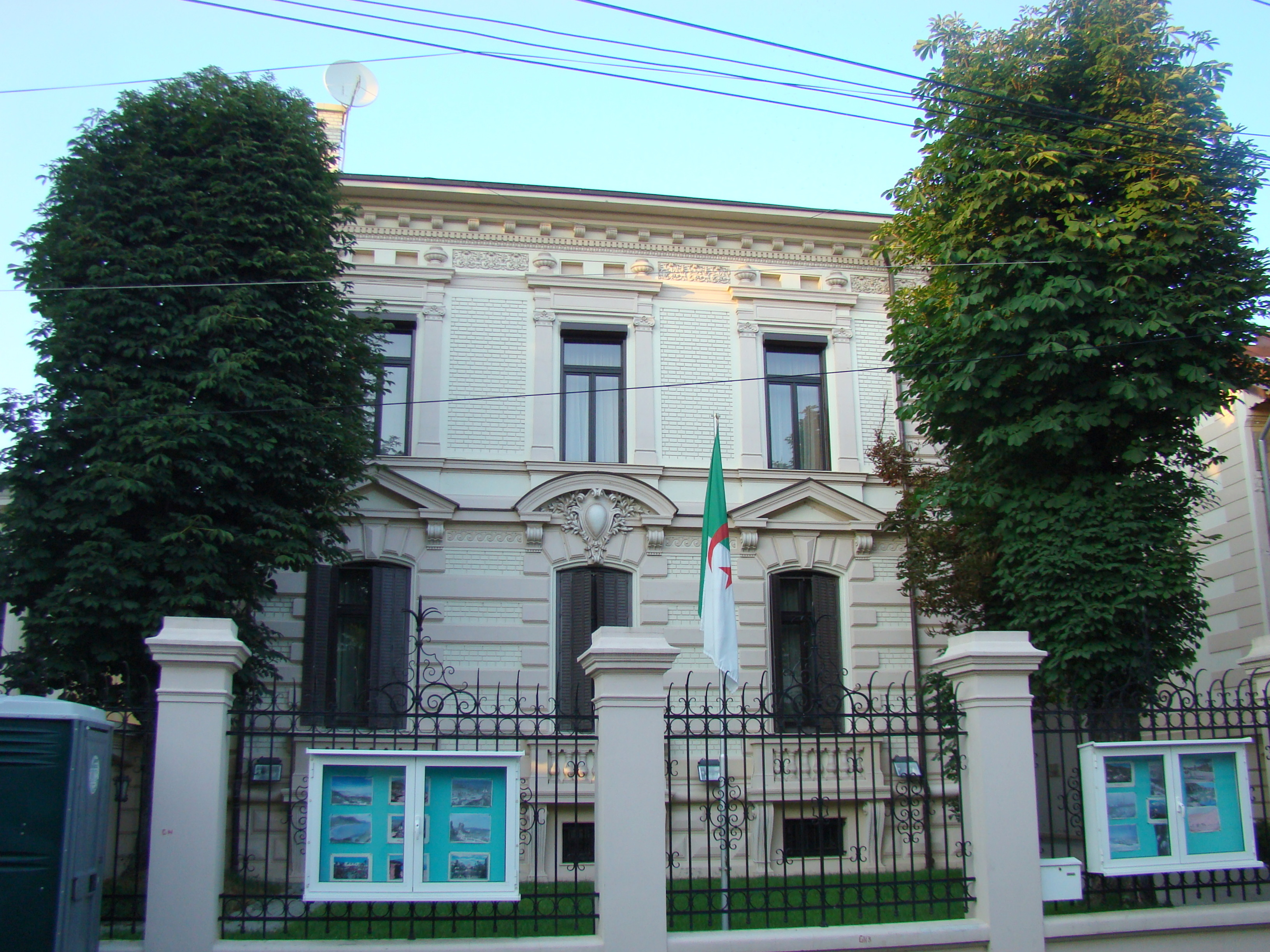
سفارة الجزائر في بوخارست

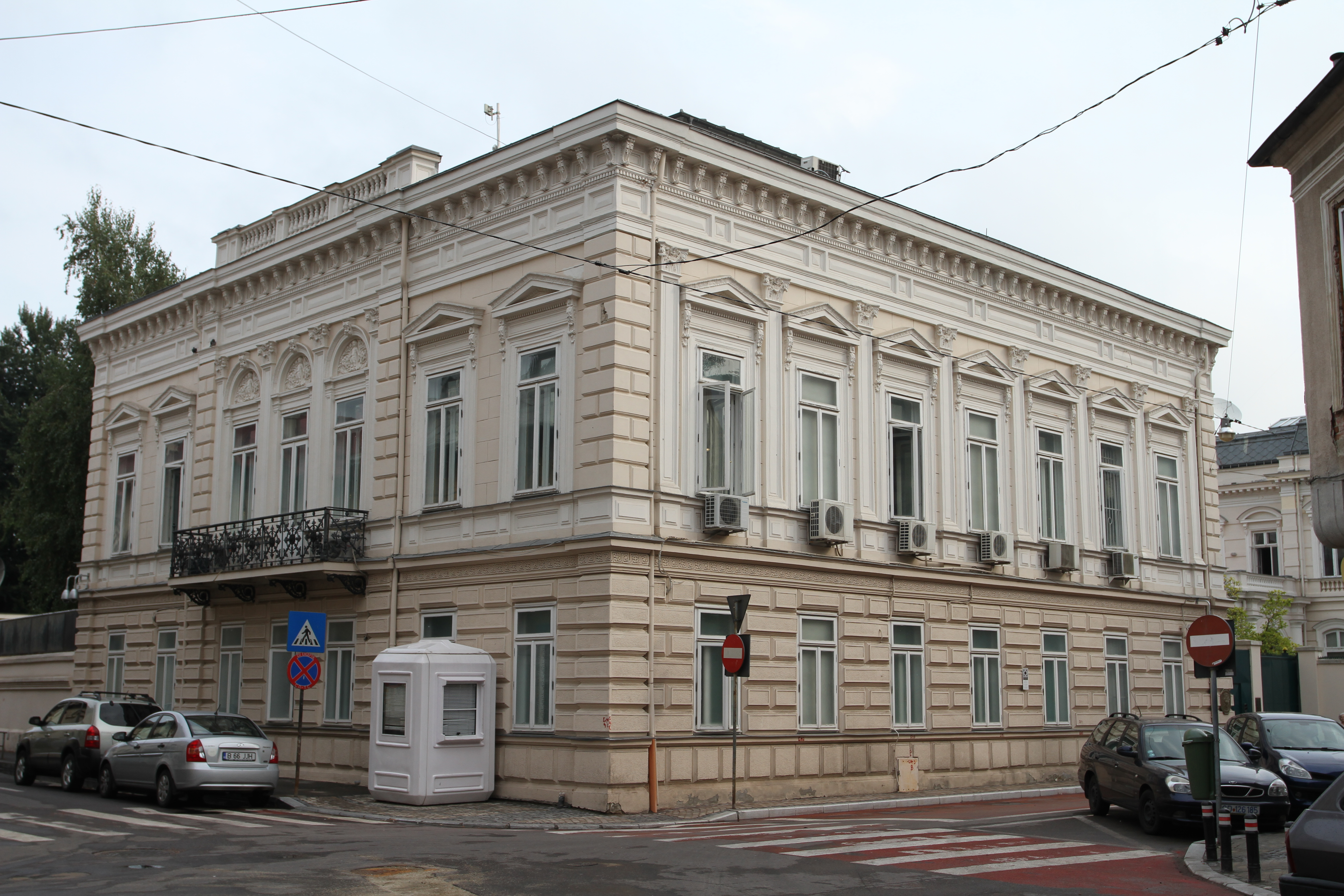
سفارة فرنسا في بوخارست

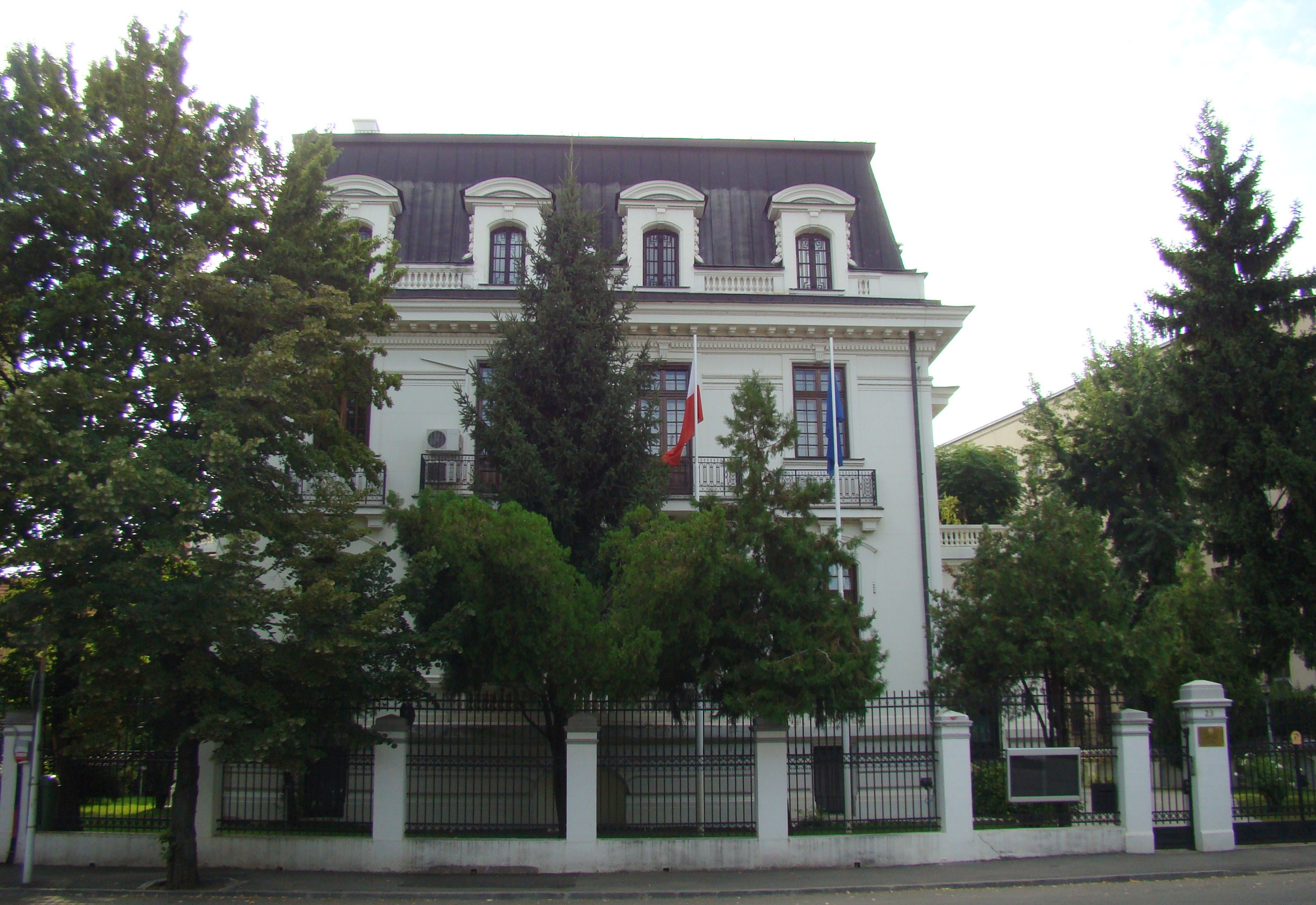
سفارة بولندافي بوخارست

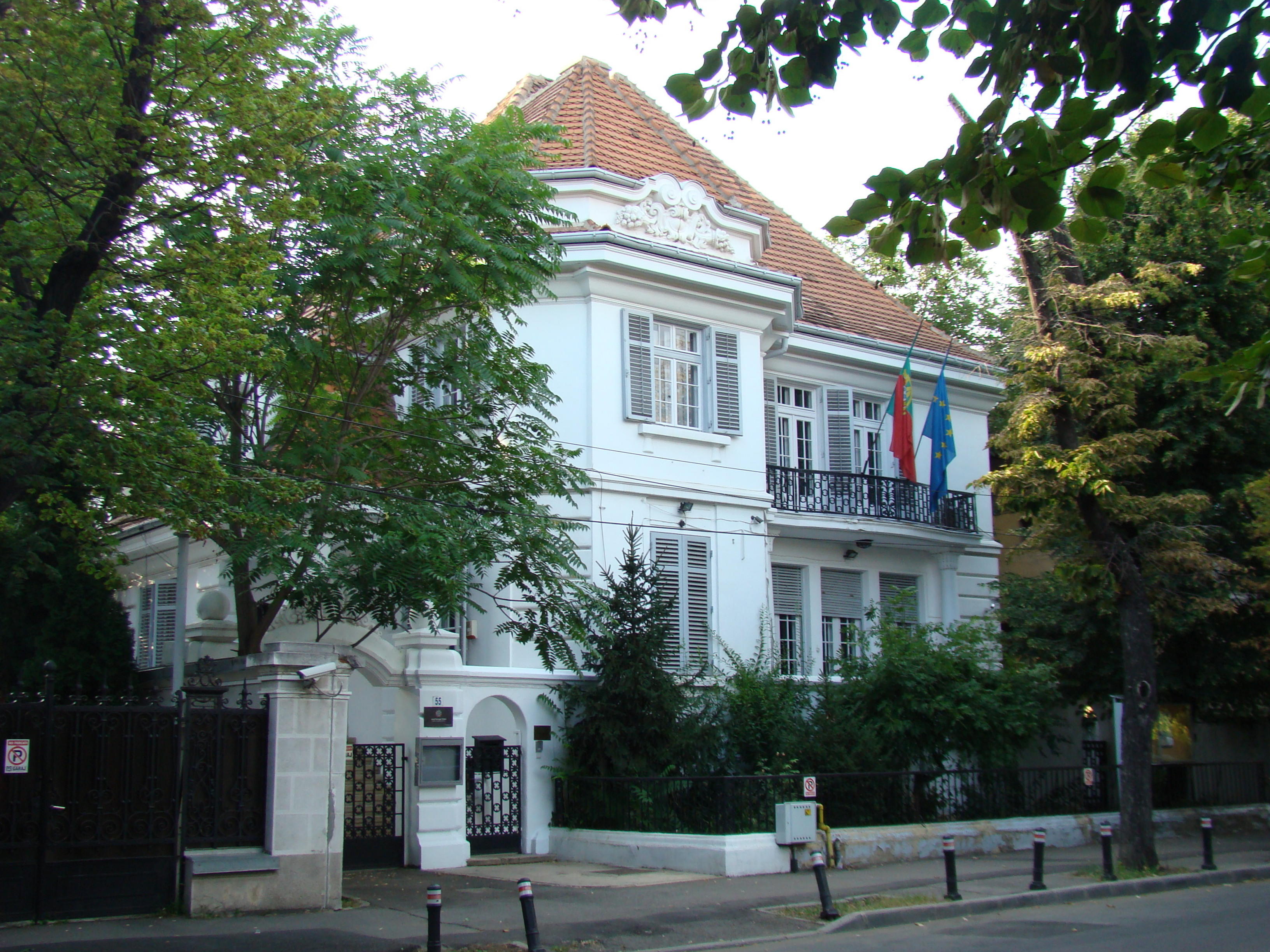
سفارة بولندا في بوخارست

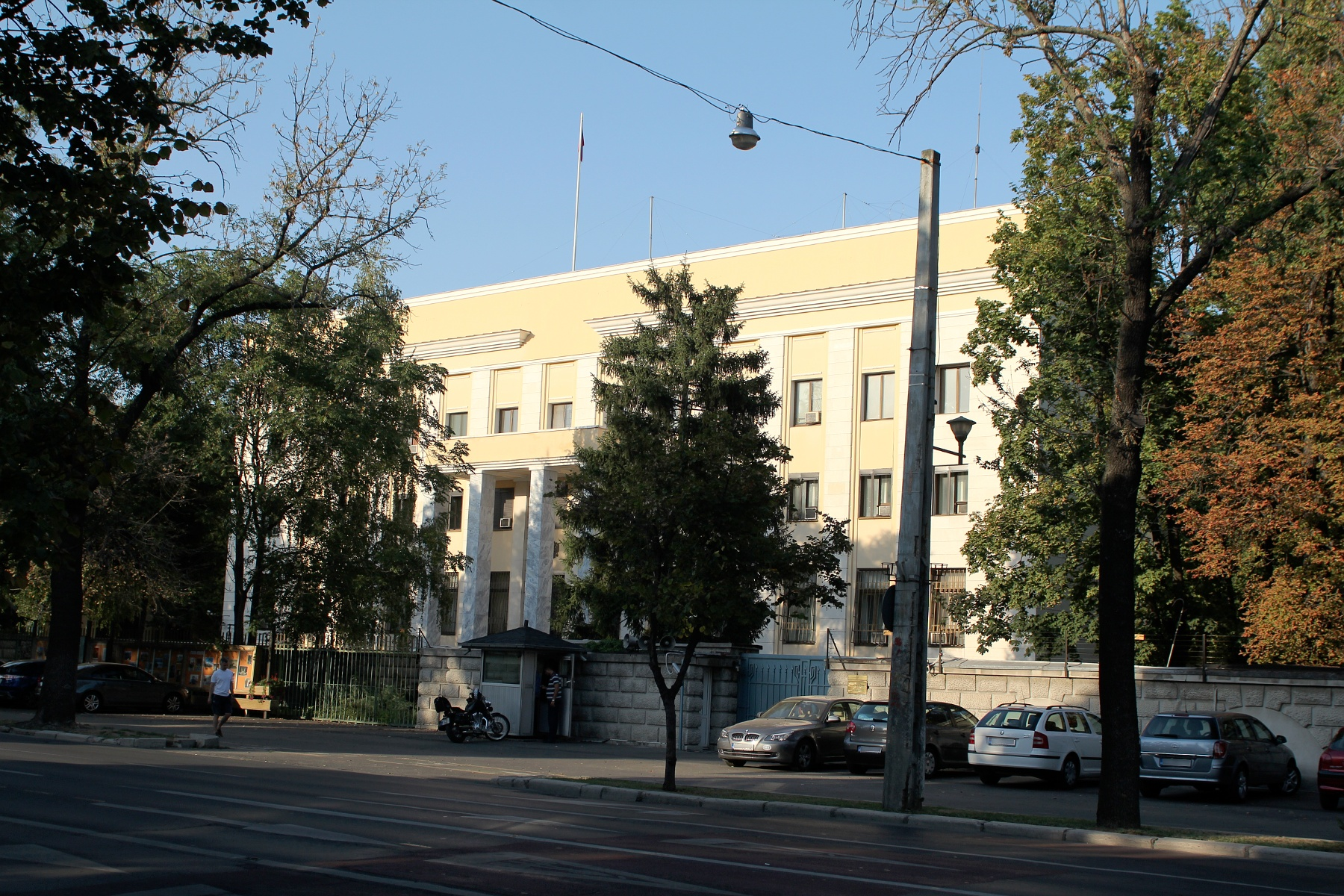
سفارة روسيا في بوخارست

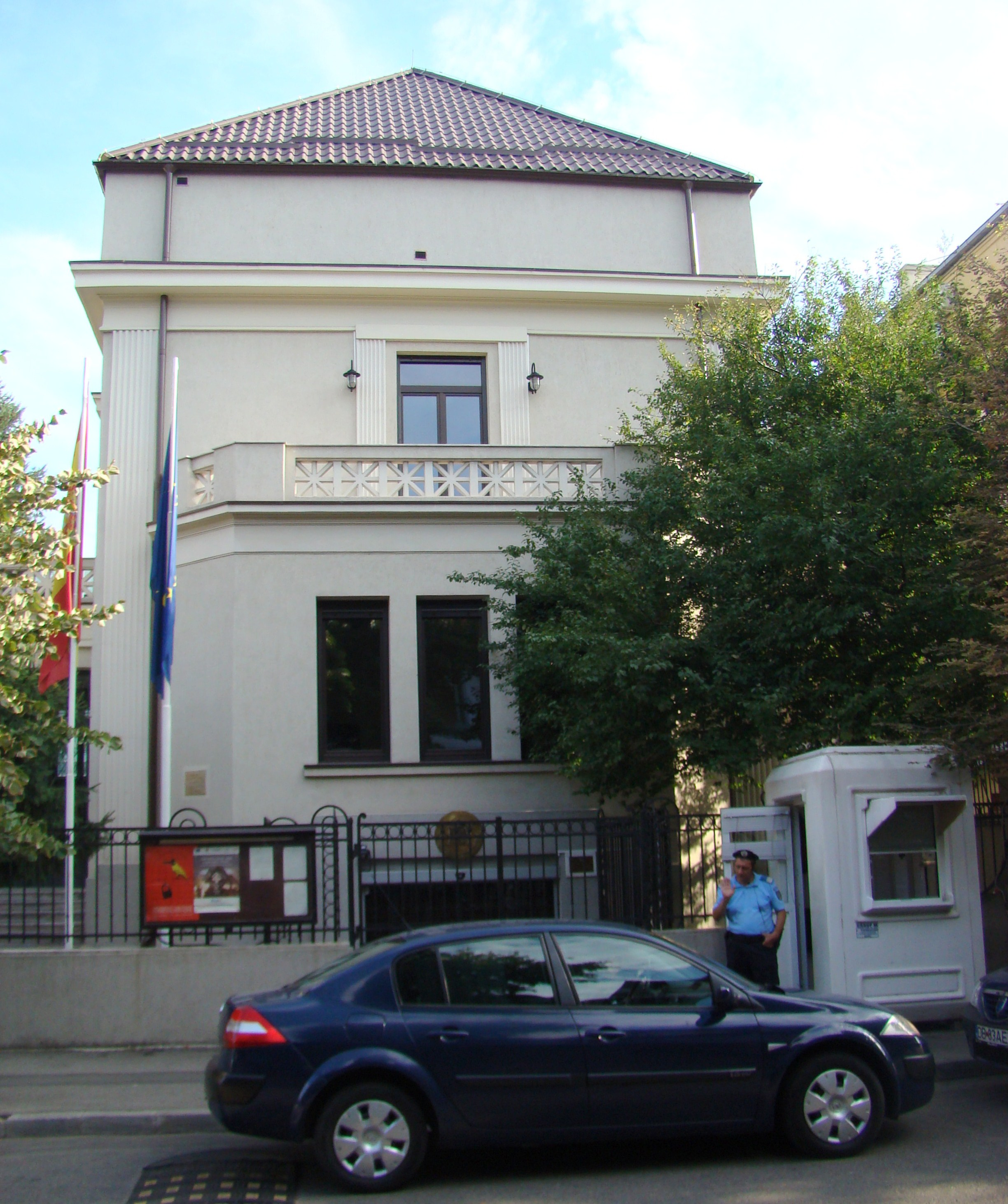
سفارة إسبانيا في بوخارست

بوخارست
| - ألبانيا - الجزائر - الأرجنتين - أرمينيا - النمسا - أذربيجان - بيلاروس - بلجيكا - البوسنة والهرسك - البرازيل - بلغاريا - كندا - تشيلي - الصين - جمهورية الكونغو الديمقراطية - كرواتيا - كوبا - قبرص - جمهورية التشيك - الدنمارك - مصر - إستونيا - فنلندا - فرنسا - جورجيا - ألمانيا - اليونان - الفاتيكان | - المجر - الهند - إندونيسيا - إيران - العراق - أيرلندا - إسرائيل - إيطاليا - اليابان - الأردن - كازاخستان - الكويت - لبنان - ليبيا - ليتوانيا - ماليزيا - المكسيك - مولدوفا - الجبل الأسود - المغرب - هولندا - نيجيريا - كوريا الشمالية - مقدونيا - النرويج - باكستان - فلسطين - بيرو | - بولندا - البرتغال - قطر - روسيا - السعودية - صربيا - سلوفاكيا - سلوفينيا - جنوب إفريقيا - كوريا الجنوبية - مالطا - إسبانيا - السودان - السويد - سويسرا - سوريا - تايلاند - تونس - تركيا - تركمانستان - أوكرانيا - الإمارات العربية المتحدة - المملكة المتحدة - الولايات المتحدة - الأوروغواي - فنزويلا - فيتنام |

## قنصليات

### قنصليات عامة
كلوج نابوكا
- المجر

كونستانتسا
- الصين
- روسيا
- تركيا

ياش
- مولدوفا

تيميشوارا
- ألمانيا
- صربيا

### قنصليات
ميركورا تشيوك
- المجر

سيبيو
- ألمانيا

سوتشافا
- أوكرانيا

## سفارات غير مقيمة
- أستراليا (أثينا)[1]
- بوتسوانا (لندن)[2]
- السلفادور (فيينا)[3]
- غواتيمالا (فيينا)[4]
- آيسلندا (كوبنهاغن)[5]
- جامايكا (برلين)[6]
- كينيا (برلين)[7]
- لاتفيا (وارسو)[8]
- ليسوتو (روما)[9]
- لوكسمبورغ (أثينا)[10]
- مالاوي (برلين)
- مالطا (فاليتا)[11]
- نيبال (موسكو)
- نيوزيلندا (بروكسيل)[12]
- باراغواي (روما)
- سريلانكا (وارسو)[13]
- تنزانيا (برلين)
- توغو (برلين)
- أوغندا (برلين)

## مواضيع متعلقة
- علاقات رومانيا الخارجية
- متطلبات الحصول على تأشيرة لمواطني رومانيا

## روابط خارجية
- بعثات خارجية في رومانيا
- قنصليات عامة في رومانيا